# Gconf-editor
Gconf-editor est un logiciel libre pour l'environnement de bureau GNOME qui sert à manipuler la base de données de configuration de GConf d'une manière similaire à regedit de Microsoft.
Le Gconf-editor donne à des utilisateurs la capacité d'accéder à des arrangements stockés dans la base de données XML de configuration de GConf.
Il est employé principalement par des développeurs pour corriger les applications, ou par des utilisateurs avertis pour éditer les données cachées et complexes. Il récupère les données de GConf et les présente dans une interface analogue à regedit de Microsoft.

## Controverse
Le Gconf-editor est une application controversée dans la communauté de GNOME.
Quelques utilisateurs de GNOME l'ont critiqué comme excuse pour trop simplifier l'interface utilisateur et la conception pour le plus petit dénominateur commun. Préférences comme : changer le tri des icônes de bureau, l'ordre des boutons des fenêtres, ou supprimer les changements de nautilus dans GNOME 2.6, qui ne sont pas disponibles avec une interface utilisateur graphique (GUI) dans les menus des préférences, mais uniquement dans Gconf-editor. L’équipe de développeurs de GNOME répond que la majorité des utilisateurs trouvent un bon nombre d'options et de choix embrouillants et difficiles à apprendre, et que les prétendus utilisateurs avertis ont peu de difficulté à trouver les options en utilisant notamment Gconf-editor.
En raison de la polémique, d'autres outils pour gconf sont apparus, comme Gconfpref par MandrakeSoft. Il y a également des rustines pour les applications populaires, qui ajoutent des options cachées dans les préférences de ces applications, évitant le besoin de gconf-editor.